# Деррида, Жак
Жак Деррида́ (фр. Jacques Derrida; 15 июля 1930, Эль-Биар, Алжир — 9 октября 2004, Париж, Франция) — французский философ, создатель концепции деконструкции. Один из самых влиятельных философов конца XX века.
Основная цель Деррида — борьба с европейской философской традицией:661 с помощью созданного им проекта деконструкции. Для Деррида такая борьба имеет позитивный смысл и позволяет обновить понимание места человека в мире. Деррида постоянно подвергался критике по самым разным вопросам: от упрёков в излишней педантичности при анализе текстов до обвинений в обскурантизме. Философ старался отвечать своим многочисленным оппонентам — от Серля до Фуко и Хабермаса.
В своих работах Деррида затрагивал широкий круг вопросов — от онтологических и эпистемологических проблем философской традиции (знание, сущность, бытие, время) до проблем языка, литературы, эстетики, психоанализа, религии, политики и этики:138.
В поздний период Деррида сосредоточился на этико-политической проблематике.

## Биография
Родился 15 июля 1930 года в Эль-Биаре (Алжир), в богатой еврейской семье. Он был третьим ребёнком своих родителей. Они назвали его Жаки (Jackie), предположительно в честь голливудского актёра Джеки Кугана (впоследствии, перебравшись в Париж, он поменял своё имя на более привычное французам «Жак»).
В 1942 году, на втором году обучения, Деррида был исключён из лицея по причине национальности: режимом Виши была установлена квота для учеников-евреев.
В 1948 году серьёзно увлекся философией Руссо, Ницше и Камю.
В 19 лет переехал из Алжира во Францию, где с третьей попытки в 1952 году поступил в Высшую нормальную школу. Здесь Деррида, в частности, посещает лекции Фуко, заводит знакомство с ним и с другими впоследствии знаменитыми французскими интеллектуалами.
В 1960—1964 годах был ассистентом в Сорбонне. С 1964 года Деррида — профессор философии в Grandes Ecoles в Париже.
В 1966 году принимает участие в Международном коллоквиуме «Языки критики и гуманитарные науки» в университете Джонса Хопкинса (Балтимор), вместе с Р. Бартом и др.
В 1968—1974 годах преподавал в Университете Джонса Хопкинса. С 1974 — преподаватель Йельского университета.
Скончался 9 октября 2004 года в Париже от рака поджелудочной железы.

## Творчество
Деррида публикует свою первую значительную работу — перевод работы Гуссерля «Начало геометрии» (с собственным введением) в 1962 году. В 1963—1967 печатает в периодике статьи, включенные позднее в состав работ «О грамматологии» и «Письмо и различие».
В 1967 году почти одновременно вышли первые книги, сделавшие имя Деррида известным — «О грамматологии», «Письмо и различие» — «первые и по сию пору самые читаемые среди многих десятков его книг», и дополняющее их небольшое сочинение «Голос и феномен». Работа «О грамматологии» посвящена анализу философии языка Руссо, но по своему содержанию значительно шире. Работа содержит основные понятия, выработанные Деррида. Предмет книги — история развития графических знаков, господство которых является основанием западной культуры.
«Письмо и различие» представляет собой сборник статей, посвященных различным аспектам теории языка. В этой книге исследуется творчество Декарта, Фрейда, Арто и других. В ней даются определения таких важных для Деррида понятий, как структура, различие, фармакон и других. Статья «Когито и проблема безумия» послужила началом дискуссии Деррида и Фуко о роли безумия в становлении западной рациональности.
Книга «Рассеяние» (1972, в русском переводе — «Диссеминация») посвящена анализу диалога Платона «Федр». Эта работа носит следы формального эксперимента — текст не представляет собой традиционный научный труд, а является сочетанием разнородных фрагментов, графических схем и многочисленных цитат. Главные понятия этой книги — это фармакон (фармация), развязывание, устройство (рамка). Фармакон — это метафора языка, одновременно ядовитое и целебное средство. Развязывание — это способ машинального воспроизведения текста. Устройство — это механизм восприятия текста, создание иллюзии видимости читаемого.
Позднее были опубликованы работы «Поля философии» (1972), «Позиции» (1972), «Похоронный звон» (1974), «Шпоры. Стили Ницше» (1978), «Почтовая открытка. От Сократа к Фрейду и далее» (1980), «Психея: изобретения другого» (1987), «И подписано: Понж» (1988), «Призраки Маркса» (1993), «Хора» (1993), «Сила закона» (1994), «Монолингвизм другого» (1996), «Прощайте — Эммануил Левинас» (1997), «Местопребывание. Морис Бланшо» (1998) и другие.
Деррида часто игнорируется в англо-американской традиции аналитической философии:201.

## Философия

### Деррида — философ языка
Деррида — философ языка. Язык существует не для выражения философских идей, не есть основа познания бытия и никак не связан с внешним миром. Язык не подчинен законам логики и противоречив по своей природе: в нём заложены нестабильность значений, двусмысленность, постоянные семантические изменения, большой объём этимологии, идиоматики и т. д.:21—22
Язык создает представления человека о мире. Деррида видит фундаментальное противоречие между изначальной «нелогичностью» языка и стремлением навязать ему законы логики. Западная философская традиция имплицитно несёт в себе предположение о том, что эти законы описывают реальность внешнего мира. Такая установка ведёт к появлению бинарных оппозиций (основанных, в частности, на законе исключенного третьего). Существуя в языке, они несут в себе внутренние противоречия («апории»). Апории пронизывают западную философию и, более широко, человеческое мышление:412—413.

### Деконструкция

#### Основные понятия
Программным текстом Деррида стала вышедшая в 1967 году работа «О грамматологии». Главной своей задачей Деррида видит преодоление всей европейской философии. В этой книге Деррида впервые использовал такие «слова-понятия», как: «наличие» (другой вариант русского перевода: «присутствие»), «логоцентризм», «метафизика», «грамматология», «деконструкция», «письмо», «архе-письмо» (вариант перевода: «прото-письмо»), «след», «различие», «различание» (или «дифферанс»), «восполнение» («дополнительность»).
Наличие есть способ бытия, фундаментальное понятие всей западной философии:716. Наличие подразумевает полноту, тождественность самому себе, данность, самодостаточность. Наличие всегда отсылает к основе, первопричине или центру и может проявляться в таких формах, как сущность, существование, субстанция, субъект, трансцендентальность, сознание, Бог, человек и т. д.:253
Логоцентризм есть данность наличия в западной философии. Логос есть не столько разум, сколько слово или голос. Центрированность предполагает способ стягивания каких-либо понятий вокруг опорного центра, что ведёт к иерархии. Логоцентризм может иметь формы «фоноцентризма», «фаллоцентризма» и «этноцентризма»:369.
Метафизика (термин Деррида заимствует у Хайдеггера) есть пространство философии, в основе которой лежит логоцентризм:209. Метафизика ограничена системами бинарных оппозиций (чувственное — умопостигаемое, правда — ложь, добро — зло, тело — душа, речь — письмо, культура — природа и т. д.):661. Одна из оппозиций всегда стремится к доминированию. Выявление данных понятий и есть основная цель деконструкции Деррида. Этому должна способствовать новая дисциплина — «грамматология» (которая затем стала деконструкцией):54. Деконструкция раскрывает первичные установки философии (и европейской культуры в целом), на которых фундируются все остальные постулаты и границы, что показывает их относительность.

##### Письмо и след
Вся западная цивилизация — культура, наука, философия — подверглась влиянию фонетического письма (алфавита):262. Деррида противопоставляет понятие письма (и созданную им грамматологию) логоцентричной (метафизической) системе понятий (речь и слово), основанных на тождестве и наличии. Неметафизическое письмо относится, скорее, к различию и отсутствию. Письмо есть способ существования языка, в котором остаются следы.
След есть первоначальный смысл, нечто отображённое в письме, он не зависит от способа записи. След относится не к наличию, а к памяти, он есть прошлое, которое никогда не было настоящим:717. След есть имитация наличия, призрак, иллюзия:271. След существует до любых первичных установок и оппозиций. Есть разные виды следа: «мотивированные» (память о внешнем впечатлении), «условно мотивированные» (слово, обозначающее предмет, который недавно был виден), с «утерянной мотивацией», без мотивации вообще (архе-след):138. Со следом связан знак, существующий в традиционной метафизике. Как правило, знак возникает как результат следа.
Письмо предшествует любой данности в феноменологическом смысле и не относится к наличию (присутствию). Письмо изначально вовлечено в игру следов (то есть множественных различий, отсылок, стираний, отсутствий):133 и представляет след, однако письмо не есть след (след сам по себе не существует). Письмо несёт в себе фундаментальное свойство онтологии Деррида — онтологии различия. Выражение письма — текст — имеет особое значение, представляя собой основной предмет анализа. Формула Деррида — «всё есть текст» — соответствует другому принципу: «нет ничего вне языка».
Письмо не есть нечто внешнее по отношению к логосу, истине и смыслу, оно несёт не разрушительную функцию, а лишь демонстрацию происхождения понятий и их связей между собой. Для традиционной метафизики было свойственно принижение роли письма.
С письмом связаны другие понятия, прежде всего «архе-письмо», первоначальное письмо, выступающее необходимым условием всех форм письма:716.
В поздних работах понятие «письмо» употребляется Деррида редко, однако остаётся в качестве основополагающего принципа.

##### Различие и различание
В своей ключевой работе «Письмо и различие» Деррида конструирует неологизм, при написании на французском выглядящий как Differance, но по звучанию нисколько не отличающийся от слова difference (различие). Differance же есть понятие более сложное. Оно получилось путем совмещения значений двух латинских слов — differer (различать) и defaire (разбирать), и оба этих смысла сохраняет в себе слово, известное русскому читателю как «различание».
Термин «различие» восходит к онтологическому различию Хайдеггера и семиотическому различию Соссюра:10. Различие есть антитеза тождеству наличия. Различие в онтологическом смысле первично по сравнению с наличием. Изначальность различия связана с отсутствием тождества между конечным и бесконечным, смыслом и вещью, прошлым и будущим, с конечностью природы человека и его промежуточным местом в глобальной структуре бытия:139.
«Различание» подразумевает удаленность, не-данность всего (во времени и пространстве). Это мир человеческого существования, который постоянно находится на грани исчезновения, «стирания» любых следов человека:293. Различание составляет основу бытия и оппозиции наличия / отсутствия, будучи постоянным смещением, запаздыванием, отсрочкой, интервалом. Различание находится вне мыслительных категорий. Оно есть неясный и двусмысленный переход (смещение) от одной вещи к другой, от одного полюса оппозиции к другому:150. Деррида настаивал, что оно не является ни словом, ни концептом и не может быть понято в рамках системы знаков:151.
Архе-письмо, архе-след и различание как некие квази-первоначала связаны друг с другом, в определённом смысле составляют одно и то же. С позиции архе-письма можно наблюдать письмо — речь, с позиции архе-следа — наличие — отсутствие, а различание позволяет увидеть тождество — различие:143.

##### Восполнение
Логика восполнения является ключевой для понимания философского проекта Деррида:16—17. Концепт был разработан в процессе изучения Руссо.
Восполнение есть логика, по которой работают различание, наличие и все другие понятия и процессы метафизики:717. Восполнение относится и к наличию, и к отсутствию. Восполнение есть способ достраивания целого в природе — культуре, поскольку всегда имеется недостаток чего-либо. Оно может быть нормой, правилом, структурой, законом, системой, игрой т. д. Восполнение есть необходимый элемент человеческой жизни (например, забота матери о ребёнке или психологический механизм компенсации):145. Оно выходит за рамки языка и философии, его практически невозможно помыслить разумом:717, хотя восполнение и есть условие его существования. Восполнение представляет собой такой принцип функционирования разума, который нельзя описать, находясь внутри него.

#### Деконструкция как стратегия и событие
Задача деконструкции — выявить логоцентризм любого текста через обнаружение бинарных оппозиций, из которых одна доминирует, что означает иерархию. Раскрывая оппозиции, деконструкция, таким образом, относится к борьбе с иерархией:129.
Деконструкция свидетельствует об отсутствии единого первоначала, но не отрицает такое начало в принципе, а лишь констатирует его имманентную делимость, повторяемость, структурность и рассеянность (в письме и следе):253.
Можно выделить две основных стратегии деконструкции: первая, в основном у раннего Деррида, заключается в новом прочтении текстов западной метафизики, а вторая состоит в выявлении в текстах так называемых «апорий», то есть неразрешимых противоречий:716; апории не всегда привязаны к истории философии, они актуальны и для нашего времени. При этом не существует какой-либо «правильной», единственно верной стратегии, техники. Необходимо исходить из самого текста (или группы текстов, текста в контексте и т. д.), находить возможность проникнуть в него, как вирус, через слабые места: неувязки, оговорки, апории. Деконструкция обращает внимание на забытые этимологии, сходство значений, неявные метафоры. В результате деконструируется и сама философия, обнаруживаются разрывы между сознанием и языком, сознанием и бытием.
Деррида использует специфическую терминологию для описания средств деконструкции, например, «по эту и ту сторону», «составить план местности», «рисковать», «действовать исподтишка» и т. д.:132. Деррида старался избегать определения деконструкции, её редукции, предикации, усвоения или присвоения. Она не есть метод, процедура, стратегия, анализ или акт, хотя критики и интерпретаторы часто понимали её именно так:133. Деррида рассматривал деконструкцию как тему, сюжет, мотив, стратегию и событие (связанное через различие с другими событиями). Для него деконструкция есть «то, что случается», как потрясение, расшатывание основ, своеобразное «землетрясение»:24—25.

#### Против феноменологии и структурализма
В ранних работах Деррида, как и многие в то время, обсуждал проблему «конца философии». Тогда он давал на него отрицательный ответ: деконструкция метафизики не ведёт к концу философии, как деконструкция знака или структуры не означает, что можно обойтись без знаков и структуры.
Деррида полемизировал и с феноменологией, и со структурализмом, критикуя логоцентризм обоих направлений. Феноменологическая данность предмета сознанию, согласно Деррида, иллюзорна и мнима, поскольку письмо выходит за рамки важного для феноменологии наличия — отсутствия. Знаки и структуры Соссюра и Леви-Стросса игнорируют письмо, придавая значение речи. Деррида деконструирует Соссюра, находя у него метафизику наличия — отсутствия. Структурализм не мог не повлиять на раннего Деррида, прежде всего, через терминологию знака и структуры.
Деррида ещё в 1960-х годах начал критику структурализма, обратив внимание на предрасположенность к наличию центра в дихотомиях (рациональное превалирует над эмоциональным, мужское над женским и т. д.):59 В «Позициях» (1972) и других работах подвергаются критике статика, синхрония, таксономия, то есть весь понятийный аппарат структурализма. Письмо, по мысли Деррида, само производит и уничтожает структуру, процесс имеет игровой характер.
Деррида деконструирует и феноменологию, которая также существует только в письме. Феномонологическая данность вписана в текст, что означает невозможность непосредственного доступа к вещам (феноменам), хотя Деррида не отрицает их существования. Письмо бесконечно отсрочивает наличие (то есть данность) вещей, в результате остаётся лишь возможность видеть «различание», то есть письмо как таковое. Деррида обращает внимание не на сами вещи (как феноменология), а на события, исчезновения, торможение, ускорение:97.

#### Деконструкции философов
Деконструкция метафизики не есть её упразднение или разрушение, а выявление её структурности и повторяемости при наличии в ней «управляющего» центра:252. Деррида различает два момента: границы метафизики и её конец. Первое имеет тенденцию к постоянному расширению, второе же не наступит, по всей видимости, никогда.
Нет ничего вне метафизики, поэтому её можно деконструировать только изнутри. Окончательное преодоление метафизики невозможно, возможна лишь работа на границе философского дискурса, на его «полях»:48—49. Представителями метафизики (логоцентризма) в европейской философии были Платон, Руссо, Фрейд, Гуссерль, Хайдеггер и другие.

##### Руссо
Деррида уделяет Руссо большое внимание в работе «О грамматологии». Метафизическая установка Руссо — это его «чувствующее когито», аналогичное декартовскому. Это «когито» выступает в роли модели наличия. Деррида использует понятие восполнения как ключевое для деконструкции Руссо:717. Восполнение выходит за рамки наслаждения — воздержания: Руссо одновременно и не непорочен (мастурбация) и девственен:121. Происхождение общества у Руссо подчиняется восполнению: он описывает общество, которое уже сформировано, но в то же время ещё не извращено. Теория языка Руссо рассматривается Деррида аналогичным образом. Письменность в этой теории была проявлением болезни, а речь (звук, пение) оставалась выражением «чистой» природы. Он рассматривал письменность как болезнь языка, тогда как речь, чистый звук выступали для него олицетворением «чистой» природы в языке. Выступая против письма, Руссо в некотором смысле восстанавливал его авторитет, поскольку считал, что письменность можно дополнить речью. Такое неоднозначное отношение к языку было проявлением восполнения:265—266.

##### Ницше
Ницше был одним из ключевых для Деррида философов, однако он не относил Ницше к метафизикам. Ницше был, вероятно, единственным западноевропейским философом, пытавшимся преодолеть допущения «человека» и «гуманизма»:101. Воля к власти над текстом и эстетика важнее любой научной логики, то есть логоцентризма, поэтому письмо у Ницше служит передаче страсти, аффектов, силы:64. Скептицизм Ницше становится, таким образом, источником утвердительной, творческой силы:101.
Деррида в эссе «Концы человека» соглашается с Ницше о необходимости смены «стиля», и если и возможен какой-либо стиль, оба соглашаются, что он должен быть плюральным. Философ отмечает упомянутую самим Ницше в конце «Так говорил Заратустра» разницу между превосходящим человеком (höhere Mensch) и сверхчеловеком (Übermensch). Первый брошен на мучения в последнем движении своей жалости. Второй, который не является последним человеком, «пробуждается и уходит, не оборачиваясь на то, что осталось позади него… сжигает свой текст и стирает следы своих шагов». Деррида задается вопросом «Поднимем ли мы вопрос истины Бытия как последних дремлющих содроганий превосходящего человека?», имея в виду мужчину. Он спрашивает: «Поймем ли мы еву как защитницу, выстроенную вокруг дома или как пробуждение ко дню, который грядет, в момент чьего кануна мы находимся?» ― здесь Деррида играет со словом eve, обозначающим как библейскую Еву, так и канун или предшествующий день. «Существует ли экономика евы?»

##### Гуссерль
Деррида начал критику Гуссерля ещё в ранней работе — введении к переведённому им «Началу геометрии» (1962):223. В «Голосе и феномене» и других работах Деррида деконструирует Гуссерля, который, тем не менее, оказал на него определённое влияние. Именно Гуссерль был первым, кто затронул проблему априори, то есть предпосылок, которые объясняют особенности человеческого восприятия. В то же время Деррида отказывается от базовых принципов феноменологии. Смысл по природе темпорален (что признавал и Гуссерль) и никогда не относится только к наличию, он всегда уже вовлечён в перемещение следа:253. В настоящем моменте уже присутствуют отсылающие вовне следы и включённые в различание знаки. Таким образом, феноменологическая редукция невозможна: Гуссерль остаётся в границах оппозиции наличие — отсутствие, то есть в границах метафизики. В то время как цель деконструкции — показать не-данность наличия через различание.

##### Хайдеггер
Хайдеггер, провозгласив уход от метафизики, на самом деле оставался в рамках логоцентризма, пытаясь вернуться к первоначальному, первозданному логосу. «Бытие» Хайдеггера есть след. Деррида согласен с Хайдеггером в его уходе от метафизики, но не согласен с рассмотрением бытия как бытия-к-смерти. У Хайдеггера смерть выходит за рамки человеческого языка и за пределы человеческого в целом. Деррида же «возвращает» смерть в языковую среду и рассматривает как знак и след. Некоторые исследователи, впрочем, считают, что Деррида оставался в хайдеггеровской парадигме.

##### Гадамер
Продолжительный диалог Деррида с Гадамером подчеркивал различие их подходов. Герменевтика Гадамера, с позиции деконструкции, основана на понимании, на движении к истине, которые, как и вопрос о смысле, принципиально невозможны. Программа Гадамера есть попытка «тотализации», стремление к завершённости, нахождению окончательных смыслов путём диалога и беседы. По Деррида, никакой диалог с текстом невозможен, а возможны только «торги». Существует точка зрения, что Гадамер под влиянием Деррида некоторым образом пересмотрел свой концепт понимания:69—70.

##### Фуко
Фуко, изучая феномен безумия, остался в орбите декартовской мысли. Он оказался истористом, однако безумие на самом деле не является историческим феноменом. Разум и безумие разделились намного раньше, чем думает Фуко, со времён Древней Греции:68. В то же время разум (cogito Декарта) не способен определить безумие через исключение (процесс, который описывал в своей книге Фуко). Скорее cogito есть след самого безумия:55. Взявшись за осмысление безумия, Фуко взялся за заведомо неразрешимую задачу, поскольку философия в принципе не способна охватить безумие как таковое. Речь о безумии есть мысли разума о безумии, но не речь самого безумия. С позиции безумия не может существовать ни познания, ни истории этого познания. Философ может только принять ту или иную сторону, отдавая себе отчёт, что взаимопонимание между ними невозможно:72.

##### Психоанализ
Деррида часто обращался к Фрейду и Лакану и рассматривал психоанализ как перспективное поле для изучения. Психоанализ Фрейда, придающий значение разным «слоям» памяти, коррелирует с письмом. Деррида связывает с деконструкцией такие понятия психоанализа, как след, последействия, пролагания путей:74.

##### Теория речевых актов
Известна полемика Деррида с Джоном Серлем по поводу теории речевых актов Остина, которую развивал Серль. Согласно Деррида, попытки представить речь как средство коммуникации и привязать значения к определённому контексту являются метафизическими, поскольку, само понятие коммуникации уже несёт в себе черты метафизики:160. Установки Серля на то, что мы можем понять мысль автора либо его намерения, есть также установки декартовской метафизики, против которых Серль и выступает. Такие установки вообще не могут быть основанием какой-либо теории, в том числе и теории речевых актов. Концепция Серля есть лишь проявление его чрезмерной уверенности в том, что он может отличать главное от второстепенного:81.
Граница между дескриптивными и перформативными высказываниями (на разграничении которых основана теория речевых актов) не может быть четкой:26—27. При этом сам создатель теории речевых актов Остин двигался в более правильном направлении, чем Серль. Прежде всего, речь о том, что он не смог точно выделить перформативы, то есть найти «чистый» перформатив:27. Деррида был согласен с Остином в отношении универсальности цитат, то есть с тем, что дескриптивные высказывания надо рассматривать в качестве цитат. Деррида резко критиковал трактовку Остином контекста. Для Деррида контекст никак нельзя чётко классифицировать (что делали Остин и Серль, вводя «плохие» и «хорошие», «серьёзные» и «несерьёзные» контексты). Любой контекст уникален, в нём всегда присутствует нечто неожиданное. Контекст не есть универсальный код:98. Первично только различие, которое проявляется в том числе и в цитатах. Остин был логоцентристом, а, значит, метафизиком, который верил, что значение предполагает наличие ясного сознательного намерения со стороны автора речевого высказывания:160.

#### Развитие деконструкции
Деррида создал деконструкцию как междисциплинарное явление. Начав с деконструкции философских и литературных текстов, Деррида постепенно расширял сферу применения деконструкции, затрагивая искусство, психоанализ, юриспруденцию, политику, то есть практически всю область гуманитарного знания.

### Деррида и постгуманизм
Деррида рассматривал возможность международного философского коллоквиума, предполагая множественность направлений его мысли, а также уровней обобщений. И в самых общих из них такая возможность сама по себе предполагала пересмотр эссенции философии. Однако Деррида также отмечает постколониальные идеолого-политические барьеры, которые мешают подобному коллоквиуму, поскольку в некоторых культурно-лингвистических и политических контекстах он бы не имел смысла, поскольку был бы запрещен в свободной форме. Ему кажется очевидным факт, что подобный коллоквиум, всегда затрагивающий антропос, дискурс антропоса или философскую антропологию, неизбежно будет натыкаться на внутренние барьеры, выраженные в локальных концепциях человека. Деррида использует метафору философского миража для описания этих границ восприятия философии, в то время как более-менее сформированная и взрослая философия воспринимается больше как пустыня. Так, он приходит к выводу, что международный коллоквиум возможен лишь в форме демократии как формы политической организации общества, что значит, что:
1. Национальная философская идентичность дружественно принимает не-идентичность, не исключает относительное разнообразие и принимает языки этой гетерогенности.
2. Не более, чем они сами согласуются друг с другом, представленные философы не следуют официальным политикам своих стран. Сам Деррида не поддерживал многие действия своего правительства, такие как ведение военных действий во Вьетнаме.
Деррида затем поднимает вопрос места человека в континентальной философии, отмечая, что Гегелевско-Гуссерлевски-Хайдеггеровская антропология как и классические антропологии имеют общую недосмотренную метафизическую фамильярность, которая отчего-то очень естественно связывает «мы» философа с «мы, мужчины», экстраполируя только одну из оптик на весь человеческий горизонт.

### Поздний период: поворот к этике и политике
С середины 1980-х годов наметился переход Деррида к этике и политике:201. В фокусе его интересов находятся такие темы, как справедливость, гостеприимство, прощение, «Другой», дар, дружба. Эти проблемы Деррида рассматривает преимущественно в контексте апорий. Он постоянно осмысливает новые вопросы: жизнь и смерть, религия, проблема совместного существования людей, демократия и т. д. Этика для Деррида не есть просто система правил или моральных норм. Его интересовали прежде всего её границы (то, что он называл «вне-этическими истоками»), чтобы выявить апории и показать новые возможности для этики:191. В этической проблематике на Деррида повлиял Эммануэль Левинас.

#### Справедливость
В центре интересов позднего Деррида находится справедливость, которая становится все более актуальной в условиях глобальных мировых изменений. В 1989 году Деррида сформулировал тезис о том, что деконструкция — это дискурс о справедливости:221.
Деррида противопоставлял право (то есть правовые системы) и справедливость. Право (закон, правосудие) подлежит деконструкции. Возможность деконструкции права есть условие исторического развития в сфере политического, процесс этой деконструкции стремится к справедливости. Право деконструируется, поскольку оно есть конструкция, которая не фундирует сама себя, а всегда отсылает к чему-то другому.
Нормы права провозглашаются универсальными, но реально действуют на ограниченной территории. Деррида ставил вопрос: кто является обладателем прав — человек или гражданин? Закреплённость права за гражданином отсылает к внешним механизмам: городу, государству. Таким образом, человек как таковой оказывается лишённым прав. Деррида анализирует американскую Декларацию независимости. Текст создан одним человеком, подписан группой людей, которые представляют народ. В свою очередь народ ссылается на Бога. Деррида ставит вопрос о том, кого представляют представляемые, то есть народ. В итоге выясняется, что текст Декларации отсылает к Богу:51.
Справедливость, в отличие от права, невозможно деконструировать, поскольку она не является конструкцией, а относится к уникальному событию, даже к безумию. Справедливость неопредёленна, в определённом смысле справедливости не существует. Справедливость не есть идея (эйдос, модель или идеал), а скорее невозможность. Она есть нечто, что дает нам импульс к улучшению закона с помощью деконструкции.

#### Скорбь и «призраки»
В «Призраках Маркса» (1993), вызвавших широкий резонанс, Деррида обращается к Марксу, а, точнее, к его «призраку». Философ использует идеи Вальтера Беньямина и Эммануэля Левинаса. Затрагивая широкий спектр имён в европейской культуре — Маркс, Валери, Шекспир, Кант:179 — Деррида размышляет о связи прошлого, настоящего и будущего, об ответственности перед прошлым. Наши отношения с прошлым, ответственность и долг перед умершими всегда выражаются через скорбь. Скорбь направлена на прошлое, на умерших, поскольку у нас есть ответственность перед ними, а у мертвых, в свою очередь, есть требования к нам. Однако мы ничего не можем сделать для умерших, лишь засвидетельствовать скорбь. Мы можем только выполнять акт скорби — этическое и политическое действие в настоящем и будущем. Поэтому скорбь есть апория:143. В акте скорби каждый хочет интериоризировать умершего Другого, вернуть его в настоящее. Но воскресение умерших невозможно; скорбь есть «успешная неудача» («невозможная скорбь»), поскольку «успешная скорбь» невозможна или невыносима (а также неэтична и несправедлива):144.
Скорбь позволяет расширить взгляд на будущее, через артикуляцию «мессианское без мессианства» (идея мессианского отсылает к Беньямину). Мессианское относится к ожиданию будущих событий, будущих возможностей. Будущее связано с памятью: чувство долга по отношению к умершим несёт в себе страх их будущего возвращения в виде «привидений». Однако мы в то же время хотим присвоить умершего Другого. Страх перед прошлым сочетается с надеждой на будущее возвращение:144.
Изучением призраков занимается «призракология». Деррида различает «призраки» и «привидения». Призрак (например, призрак Маркса) не жив и не мертв, он есть воображаемая нами проекция Другого, причём наблюдаемая с разных точек зрения. Призраки приходят из будущего, и их надо не изгонять (как делал, например, Фрэнис Фукуяма в своей книге о конце истории), а обеспечивать правами. Привидения же всегда возвращаются из прошлого. Вместе с тем, отношение Деррида к будущему неоднозначно: из будущего может прийти не только справедливость, но и несправедливость.
Данная книга знаменует окончательное самоопределение Деррида как противника современных «так называемых либеральных демократий» и их «медийных технологий»:230.

#### Гостеприимство
Гостеприимство есть апория, которая рассматривается в этико-политическом аспекте:289.
В работе «Прощайте, Левинас» (1997) Деррида затрагивал три аспекта гостеприимства: этика как ответственность при гостеприимстве, политика гостеприимства и универсальное гостеприимство кантовского вечного мира между людьми. Деррида пытался (продолжая некоторые идеи Эммануэля Левинаса) совместить эти три измерения, которые не выводятся друг из друга. Гостеприимство выходит за правовые или этические рамки. Гостеприимное поведение не должно определяться правилами, поскольку каждый такой акт уникален, креативен и предполагает этическую ответственность. Сведение гостеприимства к правилам перечёркивает само гостеприимство. Акт гостеприимства есть попытка найти место встречи между принимающим и гостем. Применительно к французской реальности речь идёт о контакте между французскими культурой, языком, правом, с одной стороны, и «гостем», с другой. Творчество и ответственность состоят в «изобретении» этого места встречи. Политическая ответственность в данном случае означает стремление найти оптимальное соотношение между творчеством и соблюдением правила. Деррида размышлял о религии (прежде всего, исламе) в связи с гостеприимством. В исламской традиции нет разделения частной и публичной сферы, и возникает проблема навязывания европоцентристского принципа светскости. В то же время, сам гость может вести себя насильственно. Эти проблемы оставались с точки зрения Деррида трудноразрешимыми:241—243.
К тематике гостеприимства примыкает тема прощения и тема дара.

#### Прощение и дар
Прощение должно быть исключительным, невозможным, выходить за рамки правил и норм. Прощение нивелируется, если оно становится телеологическим (например, ради искупления, мира, спасения) или же если с его помощью выполняются социальные нормы. Деррида размышлял о праве на прощение, о степени прощения, является ли прощение личным или коллективным, историческим либо политическим. Прощение восходит к авраамической и христианской традициям:19. В этой традиции прощение фундаментально разделено на безусловное прощение и прощение при условии раскаяния, однако в таком случае виновный признаёт преступление и перестаёт быть собственно виновным, ищущим прощения. Таким образом, прощение перестаёт быть прощением. Настоящее же прощение представляет собой апорию: как можно простить непростительное?:19 Для Деррида прощение прощает только непростительное, иначе это не прощение. Оно даже невозможно и безумно (как и справедливость). Идея прощения подразумевает безусловность помилования. Полемизируя с Ханной Арендт (которая считала, что возможность прощения соответствует возможности наказания), Деррида утверждал безусловность прощения:264.
С трактовкой прощения стыкуется понятие дара. Безусловное прощение может быть только даром, который выходит за пределы юридических норм и государства, оно относится к личному, к памяти о прошлом. В каком-то смысле дар (как и гостеприимство, будучи примером апории), невозможен, однако это не означает, что он никогда не имеет места:718. Дар есть принятие решения, ответственность, которые глубоко индивидуальны и уникальны. При этом Деррида радикализовал понятие дара, отмечая, что даже само осознание дара как такового ведёт к его исчезновению, поскольку подразумевает возможность возврата:718.

#### Суверенитет и демократия
Деррида затрагивал проблемы демократии в работах «Сила закона» (1994) и «Изгои. Два опыта о разуме» (2003).
Поскольку демократия относится к числу апорий, она представляет собой опыт «возможности невозможного»:57. Деррида ввёл понятие «грядущая демократия» (фр. démocratie à venir, игра слов avenir (будущее), à (предлог) и venir (приходить)), для обозначения будущей демократии, которая пока нам неизвестна и даже в каком-то смысле невозможна:138.
Современные политические формы демократии основаны на силе и суверенной власти, то есть суверенитете (суверенитете национальных государств). Суверенитет уходит корнями в метафизику и логоцентризм, поскольку он относится к праву и силе и подлежит деконструкции. Деррида использует метафору «круга» («кругообразность» Алексиса де Токвиля): суверенитет, как и демократия, есть кругообразная общественная система, которая сама собой управляет и бесконечно расширяется:285. Этот процесс глобального расширения одновременно есть процесс «аутоиммунного» саморазрушения, который возникает для самосохранения от внутренних или внешних угроз (например, угрозы терроризма):44. Понятие суверенитета теряет свою легитимность в современном мире: принципы демократии противоречат принципам суверенитета.
Демократия ещё не наступила, говоря о ней, мы говорим о чём-то новом, употребляя старое слово. Она всегда отсылает в другое место и время, всегда запаздывает и всегда не закончена; так у Деррида возникает «отсроченная демократия». Отсроченная демократия вместе с тем не есть нечто данное, а то событие, которого никогда не было, но которое ещё должно произойти в будущем. Демократия есть непредсказуемое будущее, которое будет основано, в том числе, и на новом понимании гостеприимства. Такая демократия находится на «невозможном» стыке права и справедливости, причём, она есть квази-идеал, а не идеал или идея. Деррида использует термин «новое Просвещение» для обозначения этих будущих возможностей:268.

#### Разум, рациональность и свобода
Вопреки распространённому мнению, что он выступал против идей Просвещения, Деррида настаивал на своей вере в возможность совершенствования и прогресса:16.
Полемизируя с Кантом, Деррида утверждает, что разум не относится к какой-либо системе и ставит проблему фиксации разума в философском языке. Существует множественность рациональностей в разных науках (например, в естественных, социальных и т. д.). Множественные рациональности невозможно систематизировать в кантовском смысле. Они имеют разную онтологию, историю, общественную организацию и т. п. Следовательно, объединение различных рациональностей в единую идею разума является насилием. Такое насилие с целью спасти разум (от внешней угрозы) есть автоиммунный, а, значит саморазрушительный процесс (как и в случае с современной демократией). Деконструкция есть наследие классического декартовского рационализма, «безусловный рационализм», созданный для решения тех задач, которые обычным формам рационализма не под силу. Поздний Деррида вводит термин «рациональная деконструкция», которая должна затрагивать актуальные проблемы человечества: права человека (в том числе саму правомерность их определения), проблема границ и пределов (например, живое и мёртвое, живущее и призрачное, человек и животное) и т. д.
С разумом и демократией смыкается проблема свободы, будущее которой Деррида мыслит как свободу без выбора, то есть свободу не делать выбор. Речь идёт об будущих возможностях, которые позволят уйти от проблемы выбора любой заданной альтернативы. В будущем «новом Просвещении» возникнут и «гипер-этика» и «гипер-политика», которые выйдут за привычные рамки этики, основанной на долге.

## Общественная деятельность
Деррида придерживался левых убеждений. В традициях французской «ангажированной мысли» (Сартра, Фуко) полагал, что интеллектуал должен активно участвовать в жизни общества и быть политической фигурой.
Публично и печатно выступал в защиту нелегальных иммигрантов. Способствовал распространению во Франции практик мультикультурализма.
Выступал в поддержку восточноевропейских диссидентов. В 1981 году во время пребывания в Праге был арестован. Освобождён после личного вмешательства президента Миттерана.
В 1995 году входил в предвыборный штаб Лионеля Жоспена, кандидата-социалиста на президентских выборах.
Свой доклад, который лёг в основу книги «Призраки Маркса», Деррида посвятил памяти убитого южноафриканского коммуниста Криса Хани.
В 2002 году Деррида, вместе с другими французскими интеллектуалами, подписался под протестным письмом президенту России Владимиру Путину о нарушении прав человека в Чечне

### Работы Деррида
- Гуссерль Э., Деррида Ж. Начало геометрии. Пер. с фр. и нем. и послесловие М. А. Маяцкого. 1996. — 272 с. — ISBN 5-88059-016-X
- Деррида, Ж. «Back from Moscow, in the USSR» // Жак Деррида в Москве/ Сост. Рыклин М. К. — М.: РИК «Культура», 1993. — С. 13-81.
- Деррида, Ж. Вокруг Вавилонских башен // Комментарии. — 1997. — № 11.
- Деррида, Ж. Эссе об имени — СПб.: Алетейя, 1998. — 190 с.
- Деррида, Ж. Голос и феномен и другие работы по теории знака Гуссерля // Пер. с фр. С. Г. Калининой и Н. В. Суслова; Серия Gallicinium. — СПб.: Алетейя, 1999. — 208 с.
- Деррида, Ж. Дар Смерти (часть 1) // Вісник Харківського національного університету ім. В. Н. Каразіна. — Серія. Теорія культури і філософія науки. — 2002. — № 552/1. — С. 120—152. / Пер. Ю. О. Азаровой (на рус. яз.).
- Деррида, Ж. Дар Смерти (часть 2) // Вісник Харківського національного університету ім. В. Н. Каразіна. — Серія. Теорія культури і філософія науки. — 2002. — № 552/2. — С. 3-18. / Пер. Ю. О. Азаровой (на рус. яз.).
- Деррида, Ж. Дар Смерти (часть 3) // Вісник Харківського національного університету ім. В. Н. Каразіна. — Серія. Теорія культури і філософія науки. — 2003. — № 579/1. — С. 3-25. / Пер. Ю. О. Азаровой (на рус. яз.).
- Деррида Ж. Дар смерти (часть 4) // Вісник Харківського національного університету ім. В. Н. Каразіна. — Серія. Теорія культури і філософія науки. — 2003. — № 587. — С. 103—117. / Пер. Ю. О. Азаровой (на рус. яз.).
- Деррида Ж. Колодец и пирамида: введение в семиологию Гегеля // Вісник Харківського національного університету ім. В. Н. Каразіна. — Серія. Теорія культури і філософія науки. — 2004. — № 615. — С. 173—199. / Пер. Ю. О. Азаровой (на рус. яз.).
- Деррида, Ж. Che cos’è la poesia / Пер. и прим. М. Маяцкого // Логос. — 1999. — № 6. — С. 140—143.
- Деррида, Ж. Les fin’s de l’homme // Вісник Харківського національного технічного університету «ХПІ». — Серія. Філософія. — 2004. — № 6. — С. 66-95. / Пер. Ю. О. Азаровой (на рус. яз.).
- Деррида, Ж. О почтовой открытке от Сократа до Фрейда и не только. — Минск: Современный литератор, 1999. — 832 с.
- Деррида, Ж. Письмо и различие. Пер. с фр. под ред. В. Лапицкого. — СПб.: Академический проект, 2000. — 430 с.
- Деррида, Ж. О грамматологии / Пер. с фр. и вст. ст. Н. Автономовой. — М.: Ad Marginem, 2000. — 512 с.
- Деррида, Ж. Глобализация. Мир. Космополитизм. Пер. с фр. Д. Ольшанского // «Космополис». — 2004. — № 2 (8). — С. 125—140.
- Деррида, Ж. Призраки Маркса — М.: Logos altera, 2006. — 254 с.
- Деррида, Ж. Маркс и сыновья. — М.: Logos altera, 2006. — 104 с.
- Деррида, Ж. Диссеминация (La Dissemination) / Пер. с фр. Д. Кралечкина; науч. ред. В. Кузнецов. — Екатеринбург: У-Фактория, 2007. — 608 с.
- Деррида, Ж. Письмо и различие. Пер. с фр. Д. Кралечкина. — М.: Академический проект, 2007. — 495 с.
- Деррида, Ж. Позиции / Пер. с фр. В. В. Бибихина. — М.: Академический проект, 2007. — 160 с.
- Деррида, Ж. Чреватые. Четыре размывки Колетт Дебле // Vita cogitans. — № 5. — СПб.: Изд-во СПбГУ, 2007. — С. 213—224.
- Ж. Деррида, Э. Рудинеско. Чего завтра… Диалог = De quoi demain… Dialogue / Пер. В. Б. Феркеля. — Челябинск: Цицеро, 2010. — 240 с. — 100 экз.
- Деррида, Ж. Поля философии. / Пер. с фр. Д. Кралечкина. — М.: Академический проект, 2012. — 376 с.

### О Деррида
- Азарова Ю. О. Аристотель и Деррида об этике, дружбе и политике // Сибирский философский журнал. – 2017. – Т. 15. – № 4. – С. 220– 231.
- Азарова Ю. О. «Время прежде времени»: понятие времени у Аристотеля, Хайдеггера и Деррида // Вiсник Харків. нац. ун-ту ім. В. Н. Каразіна. – Серія. Фiлософiя: "Фiлософськi перипетiїЇ. – Х.: ХНУ ім. В. Н. Каразіна, 2012. – № 1012. – Вип. 46. – С. 12–37.
- Азарова Ю. О. Гегель и Деррида: теория знака, логика и Aufhebung // Вiсник Харків. нац. ун-ту ім. В. Н. Каразіна. – Серія. Фiлософiя: "Фiлософськi перипетiї". – Х.: ХНУ ім. В. Н. Каразіна, 2014. – № 1116 – Вип. – С. 5–22.
- Азарова Ю. О. Гегель и Деррида: философия, язык, рефлексия // Философский журнал. – М.: ИФ РАН, 2015. – Т. 8. – № 2. – С. 82–111.
- Азарова Ю. О. Деконструкция Ж. Деррида и новое видение глобализации: Mondialisation versus Globalization // «Глобалистика – 2013»: Матер. ІІІ Междунар. науч. симпозиума, посв. 150-летию со дня рожд. В. И. Вернадского (Москва, 23–25 сентября 2013 г.). – М.: МГУ им. М. В. Ломоносова, 2013. – С. 119–122.
- Азарова Ю. О. Концепт «re-mark» в философии Ж. // Вестник МГУ им. М. В. Ломоносова. – Серия 7. Философия. – М.: МГУ им. М. В. Ломоносова, 2016. – № 3. – С. 22–35.
- Азарова Ю. О. Хабермас и Деррида о модерне, философии и деконструкции // "Totallogy – XXI: постнекласичні дослідження": збірка наук. праць. – К.: Центр гуманітарної освіти Інституту філософії ім. Г. С. Сковороди Національної академії наук України, 2011. – Вип. 27. – С. 154–203.
- Автономова Н. С. Философские проблемы структурного анализа в гуманитарных науках. — М., 1977.
- Автономова Н. С. Деррида и грамматология // Деррида Ж. О грамматологии / Пер. с фр. и вст. ст. Н. Автономовой. — М.: Ad Marginem, 2000. — С. 7—107.
- Автономова Н. С. Философский язык Жака Деррида. — М.: РОССПЭН, 2011. — 510 с. — Серия «Рос. Пропилеи» — 3 000 экз., ISBN 978-5-8243-1618-6
- Ажимов Ф. Е. Архив деконструкции Жака Деррида // Культурология. — 2009. — № 1. — С. 136—144.
- Дорфман М. Как рассказать школьникам о деконструкции? // Sensus Novus (Санкт-Петербург), 2011
- Ильин И. Постструктурализм, деконструктивизм, постмодернизм. — М., 1996.
- Леденева Е. В. Философский статус языка в концепциях Гуссерля и Деррида // Вестник МГУ. Серия Философия, 2003. № 5
- Мазин В. О почтовой открытке от Сократа до Фрейда и не только // Новая русская книга. — 2000. — № 2(3). — С. 52—54.
- Мазин В. «О грамматологии» и «Письмо и различие» Жака Деррида // Новая русская книга. — 2001. — № 6 (7). — С. 30—32.
- Мазин В. Субъект Фрейда и Деррида.— Санкт-Петербург: Алетейя, 2010.— 256 с. ISBN 978-5-91419-396-3
- Нечипуренко В. Н., Полонская И. Н. Поиски национальной идентификации в философии Жака Деррида // Научная мысль Кавказа. — 2007. — № 1. — С. 41—49.
- Ольшанский Д. А. Протез языка у Жака Деррида // «Критическая масса». — 2005. — № 3-4. — С. 60—64.
- Петерс, Бенуа. Деррида. / Перевод: Д. Кралечкин, В. Гавриленко. — М.: Издательский дом «Дело» РАНХиГС, 2018. — 640 с. ISBN 978-5-7749-1248-3
- Раппапорт Александр. Деррида // ГЦСИ, 10 октября 2004.
- Россман В. И. Деконструкция деконструкции // «Вопросы философии». — 1999. — № 10. — С. 57—72.
- Соколов Б. Г. Маргинальный дискурс Деррида. — СПб., 1996.